# Bijlia tugwelliae
Bijlia tugwelliae là một loài thực vật có hoa trong họ Phiên hạnh. Loài này được (L.Bolus) S.A.Hammer mô tả khoa học đầu tiên năm 1995.